# زرنی
زرنی یک روستا در ایران است که در استان زنجان واقع شده‌است. زرنی ۱۷۲ نفر جمعیت دارد.